# Paranephelium spirei
Paranephelium spirei är en kinesträdsväxtart som beskrevs av Paul Lecomte. Paranephelium spirei ingår i släktet Paranephelium och familjen kinesträdsväxter. Inga underarter finns listade i Catalogue of Life.